# Опан (село, Болгария)
Опан (болг. Опан) — село в Болгарии. Находится в Старозагорской области, входит в общину Опан. Население составляет 424 человека.

## Политическая ситуация
Опан подчиняется непосредственно общине и не имеет своего кмета.
Кмет (мэр) общины Опан — Минчо Динев Чавдаров (Болгарская социалистическая партия (БСП)) по результатам выборов в правление общины.